# 내가 낳은 검둥이
내가 낳은 검둥이는 한국에서 제작된 김한일 감독의 1959년 영화이다. 이민자 등이 주연으로 출연하였고 김소동 등이 제작에 참여하였다.

## 출연

### 주연
- 이민자
- 이성일
- 김혜정

## 제작진
- 조명: 강용신
- 녹음: 최칠복
- 미술: 홍성칠